# Guillermo Guevara Vargas
Guillermo Guevara Vargas (Pozo Almonte, 14 de febrero de 1906 - Santiago, 17 de agosto de 1967) fue un zapatero, dirigente y político chileno, miembro del Partido Comunista (PC). Ejerció como senador de la República en representación de la 2ª Agrupación Provincial de Atacama y Coquimbo, durante el periodo legislativo 1941-1949.

## Familia
Nació en Pozo Almonte, el 14 de febrero de 1906; hijo de José María Guevara García y María Vargas.
Se casó con Amanda Fuentes Aguirre, el 27 de junio de 1942; tuvieron tres hijos.

## Trayectoria política y pública
De ocupación zapatero, ingresó a las filas del Partido Comunista de Chile (PCCh) en 1922, siendo más adelante dirigente regional en Antofagasta. En 1933 fue promovido a miembro del Comité Central y en 1940 a miembro del polituburó del PCCh.
En las elecciones parlamentarias de 1941, fue elegido como senador por la Segunda Agrupación Provincial, correspondiente a Atacama y Coquimbo, para el período 1941-1949. Se presentó por el Partido Progresista Nacional (PPN), denominación que ocuparon los comunistas en esos comicios.
Durante su gestión fue senador reemplazante en la Comisión Permanente de Constitución, Legislación y Justicia; y en la de Trabajo y Previsión Social; e integró la Comisión Permanente de Minería y Fomento Industrial. También, integró la Comisión Mixta de Presupuestos, entre 1946 y 1947. Junto a otros parlamentarios presentó una moción para entregar recursos para la celebración del IV Centenario de la fundación de La Serena.
En la década de 1950, abandonó su militancia en el PCCh.
En 1963, apoyó la propuesta de reforma constitucional, que buscaba la reelección presidencial de Jorge Alessandri Rodríguez.